# Fernando Cristóvão
Fernando Alves Cristóvão (Setúbal, 9 de novembro de 1929), ensaísta e jornalista, é professor catedrático de Filologia Românica da Faculdade de Letras da Universidade de Lisboa. Entre 1984-1989, foi presidente do Instituto de Cultura e Língua Portuguesa (ICALP), atual Instituto Camões, e é membro da Academia das Ciências de Lisboa. Foi presidente da Associação de Cultura Lusófona (ACLUS), sediada na Faculdade de Letras de Lisboa, onde preparou o Dicionário Temático da Lusofonia.

## Biografia
Cursou Teologia no Seminário Maior do Patriarcado de Lisboa (1953) e Filologia Românica na Faculdade de Letras da Universidade de Lisboa (1966).
Membro do clero da Diocese de Lisboa, desde 1953. É professor catedrático de Filologia Românica da Faculdade de Letras da Universidade de Lisboa, desde 1978.
Publicou, entre outras obras:
- Notícias e Problemas da Pátria da Língua, ICALP (1985);
- Diálogos da Casa e do Sobrado, Edições Cosmos (1994);
- O Olhar do Viajante - dos Navegadores aos Exploradores (2003);
- Nova Peregrinação por Diversificadas Latitudes da Língua Portuguesa (Volume I, 1968 - 1989), Esfera do Caos Editores (2017).